# Caravanserai
Caravanserai, musikalbum av rockbandet Santana släppt oktober 1972 på skivbolaget Columbia Records. Här har Carlos Santana hämtat mycket inspiration från musikstilen fusion. Albumet skilde sig drastiskt från gruppens tre föregående album där deras latinorock dominerat musiken. Mestadels består albumet av instrumentala jazziga passager, endast tre av låtarna innehåller sång. I och med att Santana fortsatte utforska mer komplex musik minskade hans breda publik mot mitten av 1970-talet, men just det här albumet var en storsäljare i många länder. På det här albumet blev Tom Coster medlem i gruppen, och han kom att spela keyboard i Santana fram till 1978.

## Låtar på albumet
(upphovsman inom parentes)
1. "Eternal Caravan of Reincarnation" (Rutley/Schon/Shrieve) - 4:28
2. "Waves Within" (Rauch/Rolie/Santana) - 3:54
3. "Look Up (To See What's Coming Down)" (Rauch/Rolie/Santana) - 3:00
4. "Just in Time to See the Sun" (Rolie/Santana/Shrieve) - 2:18
5. "Song of the Wind" (Rolie/Santana/Schon) - 6:04
6. "All the Love of the Universe" (Santana/Schon) - 7:40
7. "Future Primitive" (Areas/Lewis) - 4:12
8. "Stone Flower" (Jobim/Santana/Shrieve) - 6:15
9. "La Fuente del Ritmo" (Lewis) - 4:34
10. "Every Step of the Way" (Shrieve) - 9:05

## Listplaceringar
| Lista (1972-1973) | Position            |
| ----------------- | ------------------- |
| Australien        | 11 (Go Set)         |
| Finland           | 3                   |
| Kanada            | 6 (RPM)             |
| Nederländerna     | 3                   |
| Norge             | 10 (VG-lista)       |
| Storbritannien    | 6 (UK Albums Chart) |
| Sverige           | 4 (Kvällstoppen)    |
| USA               | 8 (Billboard 200)   |
| Västtyskland      | 13                  |